# Poul Thymann
Poul Thymann, né le 10 mai 1888 à Kalvehave (da) et mort le 12 octobre 1971 à Gentofte, est un rameur d'aviron danois. 

## Carrière
Aux Jeux olympiques d'été de 1912 à Stockholm, Poul Thymann est médaillé de bronze en embarcations quatre barré avec Rasmus Frandsen, Mikael Simonsen, Erik Bisgaard et Ejgil Clemmensen.